# Margarethe von Ziegler
Margarethe von Ziegler, verheiratete Margarethe Jantsch, (18. Februar 1854 in Rybnik, Preußisch Schlesien – 28. März 1878) war eine deutsch-österreichische Theaterschauspielerin.

## Leben
Ziegler war eine Meininger Hofschauspielerin und starb 1878 als Mitglied der Prager Bühne. Verheiratet war sie in dessen erster Ehe mit dem Schauspieler Heinrich Jantsch. Eine Tochter der Ehe, Margarethe Jantsch, war längere Jahre auf der Bühne ihres Vaters erfolgreich tätig.